# Алехнович Антон Адамович
Антон Адамович Алехнович (2 квітня 1914 — 29 грудня 1979) — радянський військовий льотчик АДД періоду Другої світової війни. Герой Радянського Союзу (1944).

## Біографія
Народився 2 квітня 1914 року у селі Доброводка (нині Смолевицький район Мінської області Білорусі) у селянській родині. Білорус. Закінчив школу ФЗУ, працював слюсарем Ленінградського станкобудівного заводу.
У РСЧА з 1935 року. В 1938 році закінчив Енгельську військову авіаційну школу пілотів.
За роки німецько-радянської війни заступник командира ескадрильї 6-го гвардійського авіаційного полку (1-а гвардійська авіаційна дивізія, 1-й гвардійський авіаційний корпус АДД) гвардії майор Алехнович до квітня 1944 року здійснив 205 бойових вильотів на знищення важливих військово-промислових об'єктів (зокрема в містах Кенігсберг, Тильзит, Варшава, Гельсінкі) живої сили і техніки противника, а також з доставкою вантажу білоруським партизанам.
Після війни продовжував службу у ВПС СРСР.
З 1953 року полковник Алехнович у запасі. Працював у Цивільній авіації БРСР. Помер 29 грудня 1979 року.

## Звання та нагороди
19 серпня 1944 року А. А. Алехновичу присвоєно звання Героя Радянського Союзу.
Також нагороджений:
- 2-ма орденами Леніна
- 3-ма орденами Червоного Прапора.
- орденом Вітчизняної війни 1 ступеня
- орденом Червоної Зірки
- медалями